# Živinice
Živinice su grad i općina u Bosni i Hercegovini.

## Zemljopis
Živinice (Živinice Grad) su grad u sjevero-istočnoj Bosni, približno 10 km jugozapadno od Tuzle. Leži na obalama rijeka Oskove i Gostelje, na 219 m apsolutne visine.

## Nastanak imena
Tri su inačice postanka imena Živinica. Po prvoj, Vladislava Skarića, selo Živinice bilo je u granicama župe Soli kao starina vlastelina Radivoja Živinčića. Prema drugoj, Adema Handžića, selo u doba dolaska Turaka nije se nazivalo Živinice nego Tatarice. Naziv Živinice je po toj teoriji je poznijeg nadnevka. Turci u jednom dokumentu spominju Tatar-bazen u okolici Tuzle iz koga je u to doba vađeno kvalitetno željezo od kojeg su se pravile sablje. Treća inačica, Muhameda Hadžijahića, jest da su se Živinice zvale Uskopči, vjerojatno Oskovci u nahiji Tuzla. U Tuzlanskoj nahiji postojalo je mjesto koje se zvalo Uskopči ili slično Oskovci. Sigurno je da naziv Živinice nije stariji od 18. stoljeća, jer ga nema u popisima iz 1548. i 1600.

## Stanovništvo
Po posljednjem službenom popisu stanovništva iz 1991. godine, općina Živinice imala je 54.783 stanovnika, raspoređenih u 29 naselja.
| Stanovništvo općine Živinice |                  |                  |                  |
| godina popisa                | 1991.            | 1981.            | 1971.            |
| Muslimani                    | 44.017 (80,34 %) | 38.433 (79,21 %) | 32.319 (80,12 %) |
| Hrvati                       | 3976 (7,25 %)    | 4540 (9,35 %)    | 4404 (10,91 %)   |
| Srbi                         | 3525 (6,43 %)    | 3284 (6,76 %)    | 3133 (7,76 %)    |
| Jugoslaveni                  | 2130 (3,88 %)    | 1710 (3,52 %)    | 147 (0,36 %)     |
| ostali i nepoznato           | 1135 (2,07 %)    | 548 (1,12 %)     | 332 (0,82 %)     |
| ukupno                       | 54.783           | 48.515           | 40.335           |

Kod Živinica je veliko romsko naselje. Jedna je od rijetkih općina u BiH u kojoj je više Roma nego Hrvata i Srba zajedno. Nacionalna slika još više je izmijenjena doseljavanjem izbjeglica iz istočne Bosne, Roma iz Italije i iseljavanjem Hrvata. Hrvati danas žive u raštrkanim naseljima. Doseljenici iz Srebrenice, Vlasenice, Bratunca i drugi kupuju zemlju od Hrvata i grade kuće. Nekad je skoro sva zemlja oko crkve bila katolička. Danas je oko crkve većina muslimana.

#### Živinice (naseljeno mjesto), nacionalni sastav
1991. je u Živinicama bilo 11 947 st. 2013. godine popisano je 17 495 st.
Stanovništvo naselja Živinice:
| Živinice           |                |                |                |
| godina popisa      | 1991.          | 1981.          | 1971.          |
| Muslimani          | 7083 (59,28 %) | 4077 (51,23 %) | 3106 (57,24 %) |
| Srbi               | 1597 (13,36 %) | 1137 (14,28 %) | 815 (15,02 %)  |
| Hrvati             | 1552 (12,99 %) | 1475 (18,53 %) | 1326 (24,43 %) |
| Jugoslaveni        | 1276 (10,68 %) | 1113 (13,98 %) | 61 (1,12 %)    |
| ostali i nepoznato | 439 (3,67 %)   | 155 (1,94 %)   | 118 (2,17 %)   |
| ukupno             | 11.947         | 7957           | 5426           |

## Naseljena mjesta
- Bašigovci,
- Brnjica,
- Djedino,
- Dubrave Donje,
- Dubrave Gornje,
- Dunajevići,
- Đurđevik,
- Gračanica,
- Kovači,
- Kršići,
- Kuljan,
- Lukavica Donja,
- Lukavica Gornja,
- Odorovići,
- Priluk,
- Podgajevi
- Spreča,
- Suha,
- Svojat,
- Šarenjak
- Šerići,
- Tupković Donji,
- Tupković Gornji,
- Višća Donja,
- Višća Gornja,
- Vrnojevići,
- Zelenika,
- Zukići,
- Živinice,
- Živinice Donje i
- Živinice Gornje.

## Povijest

### Stari vijek
Na širem lokalitetu živjeli su Iliri, Kelti, Grci, Rimljani.

### Srednji vijek
U sedmom stoljeću trajno se nastanjuju slavenska plemena.
Na širem području Tuzle, u koje spada i živinički kraj nastalo je raspršeno naselje Soli (Donje i Gornje Soli) koje se nalazilo u sastavu oblasti i županije Soli. 950. godine bizantski povjesničar i car Konstantin VII. Porfirogenet u svom djelu «O upravljanju carstvom», izričito spominje grad Salinae, današnju Tuzlu, a oblast Soli kao regiju u sastavu krštene Srbije. Poslije ovdje naizmjence vladaju Bizant i Bugarska.
U sastav Bosne ušla je približno 1204. godine. Ime županije Soli prvi se put spominje 1225. Od 1253. u sastavu je ugarske Banovine Usore i Soli. Od 1284. do 1316. godine hrvatsko-ugarski vladari oblast Soli su dali na upravu srpskom kralju Dragutinu Stefanu.
Stjepan II. Kotromanić osvojio je Soli 1324. godine te priključio Bosni. U Bosni je ostalo sve do 1463. godine. U sastavu Bosanske države, oblasti Gostilj, Dramešin i Soli kao samostalnih političkih jedinica do dolaska Turaka u Bosnu gubile su te atribute. Naselje Živinice kao urbana lokacija nastala je vjerojatno u 18. stoljeću. Postojanje prvih srednjovjekovnih utvrda “Gradine” u Nevrenči, “Grada Jasička” iznad Bašigovaca, “Džebarske gradine”, “Grada Čaršije” iznad Gornje Višće i mnogi stećci, ukazuju na činjenicu da su okolna naselja znatno starijeg nastanka.
Prvi zapisi o stećcima datiraju iz prve polovine 14. stoljeća. Južni i istočni dijelovi područja Živinica naročito su bogati nekropolama i stećcima. Registrirano je oko 25 nekropola i desetak stećaka samaca u Donjoj Lukavici. Danas je sačuvano oko 250 stećaka na raznim lokalitetima, posebnu pažnju predstavlja stećak “Vrpolje” u Đurđeviku, koji je ujedno i jedini stećak s pisanim tekstom.
U prošlosti su živiničke katolike i katolike okolnih mjesta pastroralno opsluživali franjevci. Pripadali su župi Soli.

#### Osmanska vremena
Pod osmansku vlast i Donje i Gornje Soli pale su prije drugih djelova Bosne, 1460. godine, istovremeno s padom Srebrenice i Zvornika. Hrvatsko-ugarska protuofanziva poduzeta je vrlo brzo. Kršćanska se vlast brzo vraća već dolaskom 1463. kad župu Soli od Turaka oslobađa hrvatsko-ugarski kralj Matijaš Korvin i od tad su u sastavu hrvatsko-ugarske Srebreničke banovine. U hrvatsko-ugarskoj državi ostaju do 1474. godine.
Sasvim sigurno Soli su pod osmanskom vlašću od prije 1512. godine. Pismo bosanskog sandžak-bega Mustafe-bega Juriševića iz 1515., najstariji je spomen gornjotuzlanske nahije. Svjedoči o oslobađanju laika franjevačkog samostana u Gornjoj Tuzli od plaćanja avarizi-divaniye. Upućuje na zaključak da je Tuzla, cijela župa Soli, kojoj pripada područje Živinica, i Srebrenička banovina pod turskom vlasti od 1512. godine. Sela "Gornje Soli" i "Donje Soli" preimenovali su u "Memlehai-bala" i "Memlehai-zir", u prijevodu Gornja i Donja Solana. U svakom od tih naselja djelovao je po jedan samostan, što upućuje da su ovdje živjeli Hrvati katolici.
Od 1512. soljanski kraj je pod osmanskom vlašću su preko 350 godina. Naselju Solima su Osmanlije promijenili ime u Tuzla (tur. tuzla: rudnik soli).
Soljanska župa, koja je opsluživala područje Živinica, nije pružala većih otpora Turcima pa su neke od crkava opstale, pa se u župi Soli 1514. spominju dvije crkve: samostan i crkva Blažene Djevice Marije u Gornjoj Tuzli i crkva svetog Petra u Donjoj Tuzli. Drugdje po Usori i sjeveroistočnoj Bosni osmanski osvajači su devastirali crkve i samostane koji nisu bili obnovljeni, prije svega misli se na Srebrenicu, Gradovrh i Bijeljinu. Teško je bilo obnoviti stare a kamoli podignuti nove crkve. Dolazak Turaka i turske vlasti u župi Soli donosi bijeg hrvatskog katoličkog življa u Slavoniju i Bačku, što potvrđuje naziv novog lokaliteta pridošlica, kao Soljani.
Osmanlije su uspostavile novu upravnu organizaciju. Već prije 1515. uspostavljaju nahije Gornju i Donju Tuzlu. Nahije su isprva bile u sastavu Srebreničkoga, potom Zvorničkoga (u sastavu kadiluka Srebrenice) te naposljetku Tuzlanskoga kadiluka (nakon 1572.) u sastavu Zvorničkoga sandžaka. 
Vlašću sultana Selima I. Surovog (1512. – 1520.) i Sulejmana Veličanstvenog (1520. – 1566.) dolaze teška vremena katolicima. Bosanski namjesnik Gazi Husrev-beg, podrijetlom Bosanac, želi potpuno islamizirati BiH. Prije svega želi iskorijeniti franjevce koji su mu zapreka. Vihor austro-turskih ratova 1520. – 1566. odnosi brojne crkve i samostane, pa i onaj u Zvorniku.
Najkasnije do 1730. Donja Tuzla, kojoj su pripadale Živinice, postala je sjedište tuzlanske kapetanije. Sjedište kapetanije bila je do 1835. godine.
Slom turske vlasti u Ugarskoj i Srbiji, gladne godine i prenaseljenost u Polimlju, Crnoj Gori, Hercegovini, Dalmaciji, srednjoj i zapadnoj Bosni natjerala je ljude ljude u opustjelu tuzlansku oblast. U 18. stoljeću tako se na područje sjeveroistočne Bosne i Tuzlanske kapetanije, doseljavaju muslimani, Hrvati, Srbi i Cincari.

### Novi vijek

#### Austro-Ugarska
Austro-ugarsko zaposjedanje donijelo je napredak obližnjoj Tuzli, čija je blizina stvarala preduvjet prelijvanja napretka i na Živinice. Bogata nalazišta soli i prometno povezivanje željezničkom prugom do Doboja 1885. godine, razvilo je obližnju Tuzlu u jedno od najjačih rudarskih središta Bosne i Hercegovine.

Anto i Mijo Tadić 1912. sagradili su na svojoj zemlji kapelicu sv. Ante Padovanskoga u središtu grada i darovali je Katoličkoj Crkvi. Kapelica je najstariji sačuvani katolički sakralni objekt sagrađen od čvrstih materijala.

#### Prva Jugoslavija
Još 1920ih rodila se želja za osnutkom samostalne župe u Živinicama. Jaki pastoralni razlozi pravdali su želju, jer je matična župa u Morančanima bila prevelika, prostirući se u promjeru od pedesetak kilometara promjera s više od 12.000 vjernika.
Živinice su bile u sastavu Tuzlanske (1922. – 29.) i potom u sastavu Drinske banovine sve do 1941. i pada Jugoslavije.

#### Drugi svjetski rat
Napadom Osovinskih sila na Jugoslaviju, Jugoslavija se brzo našla u rasulu. Dvanaestodnevni Travanjski rat kratko je trajao i 15. travnja 1941. u susjednu Tuzlu ušle su njemačke postrojbe i ubrzo je uspostavljena vlast NDH u gradu. Živinice su bile unutar Velike župe Usora-Soli, unutar kotara Tuzla, sve do prestanka postojanja NDH. Početkom jeseni partizanske snage uspjele su pod svoj nadzor staviti veliki dio sjeveroistočne Bosne.
Od rujna 1944. u sastavu je druge Jugoslavije, kao dio SR Bosne i Hercegovine.
Jeseni 1944. u Živinicama je osnovan Živinički bataljon. Izdvajanjem boraca iz 18. istočnobosanske hrvatske brigade, s Mijom Keroševićem Gujom formiran je Živinički bataljon. Zadaća bataljona bila je radi skrbi o redu i sigurnosti u ovom području te borba protiv zelenokadrovaca, ustaša i četnika, tada poprilično brojnih u ovom kraju. Zapovjedni i rukovodni kadar dala je 18. hrvatska brigada, kao i na kadar u zapovjedništvu mjesta i zapovjedništvu područja. Sjedište bataljona bilo je u Živinicama. Organizaciju je sproveo Mijo Kerošević, a za zapovjednika bataljona postavljen je Ilija Blažević iz Husina, zapovjednik prve čete bio je Mijo Pranjić iz Par Sela, druge čete Košta Pantić iz Boljanića i treće čete Mujko Đulović iz Pasaca. Bataljon je krstario od Živinica do Bišine. Otkrio je i razbio veću skupinu četnika koja se namjeravala prebaciti prema Ozrenu, razbio zelenokadrovce kojima je bilo sjedište u selu Hrvatima a koji su se namjeravali probiti prema Gračanici i Doboju.

### Druga Jugoslavija
U socijalizmu je postojalo naselje Živinice Tvornica koje je preimenovano u Živinice.
Godine 1969. osnovana je župa sv. Ivana Krstitelja odvajanjem pojedinih naselja od župe Morančani. Kad je osnovana župa, nije imala crkvu, nego samo tu kapelicu. Namjeravalo se novu župu posvetiti sv. Ivanu Vianneyu, ali prevladalo je da bude sv. Ivan Krstitelj. Župa Živinice pokriva područje samog grada Živinica, Barice, Lug, okolna naselja/sela, te Banoviće, Đurđevik, Kladanj i Stupare.
1981. su naselju Živinicama pridružene Donje Živinice (bivše Živinice Hrvatske). Živinice su do 1985. nosile ime Živinice, a onda im je ime promijenjeno u Živinice Grad. Iste je godine izdvojen dio naselja koji je s naseljem Baricama spojen u novo naselje Živinice Donje.
Trebalo je skoro 20 godina da bi župa dobila pravi sakralni objekt. Jedino su imali kapelicu koju su sagradila braća Tadić. Mise su služene u dvorani današnjeg župnog ureda i kapelici sv. Ante Padovanskog. Župnici su godinama pokušavali započeti gradnju crkve, pišući molbe i Titu osobno. Gradnja vjerskog objekta dopuštena je tek nakon Titove smrti i kad su popustile režimske stiske i titoističke paranoje sredinom osamdesetih godina 20. stoljeća.  Crkva je sagrađena na nekadašnjem močvarnom području. Moralo se nasipati materijal da se uopće moglo graditi. Crkvi nije bilo dopušteno sagraditi toran zbog blizine zračne luke, ali naknadnim molbama i dozvolama to je omogućeno.  Živinička župa danas ima župski zbor od samih početaka, no broj članova varira.

### Predratno demokratsko organiziranje Hrvata
Hrvata je bio manji broj u nekoliko općina, ali ne kao posljedica velike ekonomske migracije, nego zbog odnarodnjavanje kao posljedica političkog marketinga i političkih pritisaka na Hrvate osamdesetih godina 20. stoljeća, i pred popis 1991. godine.
U organiziranju Hrvata u HDZBiH značajni su bili svećenici Katoličke crkve, čuvajući opstanak Hrvata i hrvatstva na ovim prostorima. Osobito su se istaknuli tadašnji gvardijan Franjevačkog samostana u Tuzli fra Josip Bošnjaković i tadašnji dekan Tuzlanskog dekanata velečasni Marko Hrskanović, župnik u Živinicama. Prvi oblici organiziranja bili su skroviti, jer u SR BiH još nije bilo dopušteno višestranačje. Organiziranje je bilo gotovo ilegalno, i sve je to gotovo ostajalo na ideji među istomišljenicima koji su radili. Početkom ljeta organiziranje izlazi iz ilegale, jer se pretvaralo gotovo u masovno okupljanje. Nekolicina osoba koji su radili na organiziranju kontaktirali su s osobama koje su već bile na čelu inicijativnog odbora za osnivanje HDZBiH u Sarajevu, Drago Pavić i Ante Zvonar iz Tuzle, Ivo Andrić Lužanski i Vlado Tadić iz Živinica i Franjo Matić iz Gradačca. Tridesetak osoba s područja Soli nazočilo je 18. kolovoza 1990. godine na utemeljiteljskom Saboru HDZBiH u Sarajevu.
U Živinici su se malobrojni Hrvati kojih je bilo tek 7,3 % stanovnika politički organizirali među prvima. Prvih mjeseci 1990. osnovan je prvi inicijativni odbor. U rad HDZBiH se u samom početko uključili podosta broj visokoobrazovanih osoba, u čije je uključenje ulogu imao i lokalni župnik Marko Hrskanović, koji ih je hrabrio u njihovom činjenju prvih koraka ka HDZBiH. U tim početcima pridružila se skupiina nastavnika podrijetlom iz Gruda i Ljubuškog. Osnivačka i izborna skupština održana je 25. kolovoza 1990. godine u crkvenom dvorištu u nazočnosti preko 2000 osoba iz Živinica i okolnih općina. Za predsjednika OO HDZBiH Živinice izabran je Ivo Andrić Lužanski. Na prvim izborima ušli su u parlament i osvojili tri vijećnička mandata: Ivo Andrić Lužanski, Vlado Tadić i Anto Lučić. OO HDZBiH Živinice bio je parlamentaran do 2000. godine, a zbog promjene demografske strukture u općini 2004. i 2008. godine HDZBiH nije prešao izborni prag. Ivo Andrić Lužanski bio je zastupnik u Županijskoj skupštini, u Federalnom i Državnom parlamentu i predsjednik Federacije BiH. Ivo Andrić Roba od 1990. do 1994. godine obnašao je dužnost predsjednika Izvršnog odbora u Općini Živinice.

### Osamostaljenje BiH
Godine 1992 osnovana je prva oružana formacija u sjeveroistočnoj Bosni - bojna HVO "Živinički sokolovi". Svi su bili dragovoljci. Poslije su u Živinicama osnovane i neke muslimanske vojne formacije. Mnogo Muslimana borilo se u redovima živiničkog HVO i njih šest je dalo svoje živote. Svi imaju spomenik zajedno s ostalih 17 poginulih pripadnika bojne. Osnivanje HVO-a nije proteklo glatko. U općini Tuzla dogodila se zabrana formiranja HVO. Harisa Redžića je na to pozvao Peru Vasilja, Ivu Andrića Robu i Ivu Andrića Lužanskog neka pristupe formiranju HVO u Živinicama. U roku od jednog dana nakon Redžičeva poziva uslijedio je poziv za formiranje HVO. Mjesni HVO osnovan u velikoj sali općine Živinice u prisustvu: Ive Andrića Lužanskog, Ive Andrića Robe, Pere Vasilja, Zdenke Mišića i Hariza Redžića. 
Grad nije bio na crti bojišta, ali je preživio nekoliko granatiranja.
Kroz Živiničke sokolove borilo se 500 vojnika. Cijeli je rat bojna prošla bez ijedne mrlje. Odluka Predsjedništva BiH iz 1993. bila je zapovijed svim jedinicama HVO u tuzlanskoj regiji da se „podčine Armiji BiH“. Svima koji bi odbili poručeno je da će biti tretirani kao paravojne postrojbe. Da bi izbjegli potčinjenje bojna je prešla u sastav 108. brigade Ravne Brčko i tako ostala u sastavu HVO.
Dok je u Hercegovini i Središnjoj Bosni bjesnila rat između Bošnjaka i Hrvata, ovdje nije bilo sukoba, a veliku ulogu u smirivanju situacije u to vrijeme bila je suradnja predstavnicika Armije BiH i fra Petra Matanovića u Tuzli.
Kad su pristigle grupice Armije BiH iz enklava Srebrenice, Bratunca i Žepe, počele su sprovoditi teror nad domaćim stanovništvom te isti fizički tući pred vlastitim domovoima i nanositi im teške tjelesne povrdem zatim ih istjerivati iz svojih domova. To su bili prvi napadi na Hrvate i Srbe u Živinicama. Nitko nikad nije odgovarao za te napade, niti za ubojstvo starice u Previlama kod Tuzle koju su napadači ubili tako što su je bacili u bunar, niti za likvidacije desetaka srpskih civila čija tijela su završila u Spreči u Živinicama.
Srećom su stvari ostale pod kontrolom. Washingtonski sporazum nije mnogo pomogao. Veljače 1994. Armija BiH donijela je odluku o mobilizaciji. Planirali su unovačisti preostale Hrvate u Armiju BiH, jer više nije postojao HVO u Živinicama. Znajući što im se sprema, a da bi izbjegli scenarij kakav se prošle godine spremao Hrvatima, vojno sposobni Hrvati masovno su pobjegli u strane zemlje. Neki su pobjegli čak i na stranu VRS. Zbog straha od posljedica većina njih nikad se nije vratila u Živinice.

### Živinice poslije rata
1996. godine izgrađeno je spomen-obilježje hrvatskim braniteljima u selu Lug, prvo spomen-obilježje pripadnicima HVO-a u Federaciji. Ipak, 2001. Hrvati su u općinskom vijeću dobili predstavnika. Hrvatska zajednica Živinica ima oko 2000 stanovnika, što je pola od predratnih 4000. Nadu u bolju budućnost nudi činjenica da nema međuetničkih problema.
Na nesreću skupine vođene mržnjom kvare odnose. Nakon rata zabilježeni su brojni napadi na hrvatske svetinje i obilježja i na Hrvate u Tuzlanskoj županiji Soli: premlaćivanje svećenika i pljačke crkve u više navrata. Nepoznati počinitelji istakli su islamističke zastave pod Husinom, u Živinicama su napali hrvatske svatove i trgali hrvatsku zastavu, paljenje štale u Dubravama gdje je izgorjela krava i sto bala sijena, oružani napad s traktorima i automatskim puškama u Petrovićima na Dubravama sa strane pljačkaša ugljena uz povike "Allahu ekber" "selite se ustaše", isticanje crne islamističke zastave u Morančanima pred Katoličkom crkvom. 1. srpnja 2017. nepoznati su vandali nasrnuli na sveto mjesto živiničkih Hrvata, na spomen park HVO Živinički sokolovi u hrvatskom selu Lugu. Polupali su reflektore, stakla na obližnjoj kući, svijećnjake, svijeće pobacali, kantu s otpadom istresli na spomenik i napravili drugu materijalnu štetu.

## Gospodarstvo
U Živinicama je bila metaloprerađivačka (čelične konstrukcije, kontejneri), drvna industrija (pokućstvo), proizvodnja samoljepivih traka, madraca. Osobito se isticao predratni gigant, tvornica namještaja Konjuh. 
U blizini su izvori mineralne i termalne vode (Toplica).

## Promet
Živinice su postaja na željezničkoj pruzi Doboj – Tuzla – Zvornik (odvojak za Banoviće). Tuzlanska zračna luka Dubrave je oko 5 km istočno od Živinica, a dijelom se nalazi u općini Živinicama. Jugoistočno je športski aerodrom Ciljuge.

## Znamenitosti
Znamenitosti:
- Arheološka nalazišta.
- Nekropola stećaka.
- Kapelica sv. Ante Padovanskog u Živinicama, spomenik kulture[2]
- Katolička crkva sv. Ivana Krstitelja u Živinicama, modernističkog planinskog stila.

## Poznate osobe
- Mirsad Bešlija, bosanskohercegovački nogometaš
- Dragan Perić, srpski atletičar
- Jusuf Nurkić, bosanskohercegovački košarkaš
- Elvir Rahimić, bosanskohercegovački nogometaš i trener
- Boris Živković, hrvatski nogometaš

## Spomenici i znamenitosti
- Spomenik Josipu Brozu Titu

## Obrazovanje
- Prva osnovna škola
- Druga osnovna škola
- Mješoviti Srednjoškolski centar
- Gimnazija Živinice
- OŠ Đurđevik
- OŠ Dubrave
- OŠ Višća
- OŠ Šerići
- OŠ G.Živinice
- OŠ Bašigovci
- OŠ Gračanica

## Kultura
- KUD Živinice

## Šport
- Rukometni klub Konjuh
- Ženski rukometni klub Živinice
- Nogometni klub Slaven
- Nogometni klub Priluk
- KK Živinice
- KK Spartans
- Bokserski klub Živinice
- Ženski fudbalski klub Fortuna
- Karate klub Konjuh

## Vanjske poveznice
- www.zivinice.ba - Živinice Portal
- https://www.zivinice-carsija.com/  Arhivirana inačica izvorne stranice od 21. rujna 2019. (Wayback Machine)
- www.basigovci.com